# General Electric X211
Das General Electric X211 (militärische Bezeichnung J87) war ein nuklear angetriebenes Turbojet-Triebwerk, das für den Antrieb der von der United States Air Force geplanten strategischen Bomber mit Nuklearantrieb entwickelt wurde.

## Entwurf
Das X211 war ein riesiges Turbojet-Triebwerk konventioneller Bauart, mit der Ausnahme, dass die Brennkammer durch einen Wärmetauscher mit direktem Kreislauf ersetzt wurde, und es verfügte über variable Statorverdichter und einen Nachbrenner. Zwei X211 sollten mit Wärme aus einem Kernreaktor versorgt werden.

## Technische Daten
- Länge: 12 m
- Durchmesser: 2,0 m
- Trockengewicht: 7.142 kg
- Kompressor: 16-stufiger variabler Stator-Axialkompressor
- Antriebsart: Luftgekühlter XMA-1A Kernreaktor mit direktem Zyklus
- Turbine: 3-stufige Axialturbine
- Kraftstoffart: JP-4 für die Startphase, Kernbrennstoff für die Hauptflugphase
- Schub: 60,87 kN (77 kN mit Nachbrenner)
- Gesamtdruckverhältnis: 20:1
- Bypass-Verhältnis: 50 %